# Altiplà de Haanja
L'altiplà de Haanja (en estonià: Haanja kõrgustik) és una zona de turons al sud d'Estònia que conté el pic més alt del país, el Suur Munamägi, de 318 metres d'altura. Es va formar a partir de sediments glacials de la darrera època glacial.
L'altiplà continua al sud a Letònia, on rep el nom d'altiplà d'Alūksne, i a l'est, a Rússia.